# Arend Friedrich August Wiegmann
Arend Friedrich August Wiegmann (Braunschweig, 2 de Junho de 1802 — Braunschweig, 15 de Janeiro de 1841) foi um zoólogo que se notabilizou como editor de uma das primeiras revistas científicas dedicadas à fauna e flora, a Archiv für Naturgeschichte. Filho do botânico alemão Arend Friedrich Wiegmann (1771-1853), estudou medicina e filologia na Universidade de Leipzig, e mais tarde foi assistente de Martin Lichtenstein em Berlim. Em 1828 tornou-se professor em Colónia, e dois anos mais tarde foi professor extraordinário na Universidade Humboldt em Berlim.

## Biografia
O filho do farmacêutico e botânico Arend Joachim Friedrich Wiegmann, estudou medicina e filologia na Universidade de Leipzig e na Universidade Humboldt de Berlim (Humboldt-Universität zu Berlin).
Em Berlim, trabalhou com o zoólogo Martin Lichtenstein. Recebeu uma cátedra em Colónia em 1828 e dois anos mais tarde tornou-se professor associado em Berlim. Wiegmann especializou-se em herpetologia. Weigmann especializou-se no estudo da herpetologia e mastozoologia e descreveu pela primeira vez 53 espécies de répteis.
Em 1835, juntamente com outros académicos, fundou o periódico zoológico Archiv für Naturgeschichte, também conhecido como "Arquivo de Wiegmann". Juntamente com Johann Friedrich Ruthe  escreveu um importante compêndio de zoologia intitulado Handbuch der Zoologie, e em 1834 Wiegmann publicou Herpetologia Mexicana, uma monografia sobre os répteis do México.
Em 1833 foi eleito sócio da Deutsche Akademie der Naturforscher Leopoldina, a Academia Alemã das Ciências Leopoldina.
Foi professor do botânico e zoólogo Rudolph Amandus Philippi. Foi pai do malacologista Carl Arend Friedrich Wiegmann (1836–1901). Faleceu prematuramente, com 38 anos de idade, vítima de tuberculose.

## Obras
Entre muitas outras, é autor das seguintes publicações:
- Observationes Zoologicae Criticae In Aristotelis Historiam Animalium. (Dissertation), Berlin 1826.
- Com Johann Friedrich Ruthe: Handbuch der Zoologie. Berlin 1832; fortgesetzt von Franz Hermann Troschel (Digitalisat der 2. Auflage 1843).
- Herpetologia Mexicana. Berlin 1834.
- Archiv für Naturgeschichte, 1.ª edição em 1835.